# Некрополь Габбари
Некрополь Габбари — один из крупнейших некрополей в мире, расположенный в городе Александрия в районе Нижного Египта и датируемый III веком до нашей эры.

## Открытие
Некрополь был случайно обнаружен в 1997 году во время дорожных работ, затем его исследовала группа археологов под руководством Жан-Ива Импёре с 1997 по 2000 года. За этот период было опубликовано две работы посвященные некрополю в Французском институте восточной археологии. Первая часть посвящена состоянию гробниц и артефактам, вторая часть посвящена остальным частям раскопок.

## Описание
Известно что некрополь был популярной достопримечательностью в античность. В некрополе сохранилось множество локул, которые были закрыты известняковыми плитами и покрыты штукатуркой, однако через некоторое время они были снова открыты. По этой причине в некоторых локулах может находится от двух и более скелетов.
Некоторые локулы были разукрашены узорами, также часто на них были написаны даты, имена и надписи от близких людей. В некоторых местах есть проход от грабителей.
Также при раскопках были найдены дополнительные вещи, которые использовались предположительно для содержания гробниц, как лампы, амфора и краски.